# Orchis incarnat
Dactylorhiza incarnata
Espèce
Classification phylogénétique
Statut CITES
L'orchis incarnat (Dactylorhiza incarnata subsp. incarnata) est une plante herbacée vivace de la famille des Orchidacées.

## Description

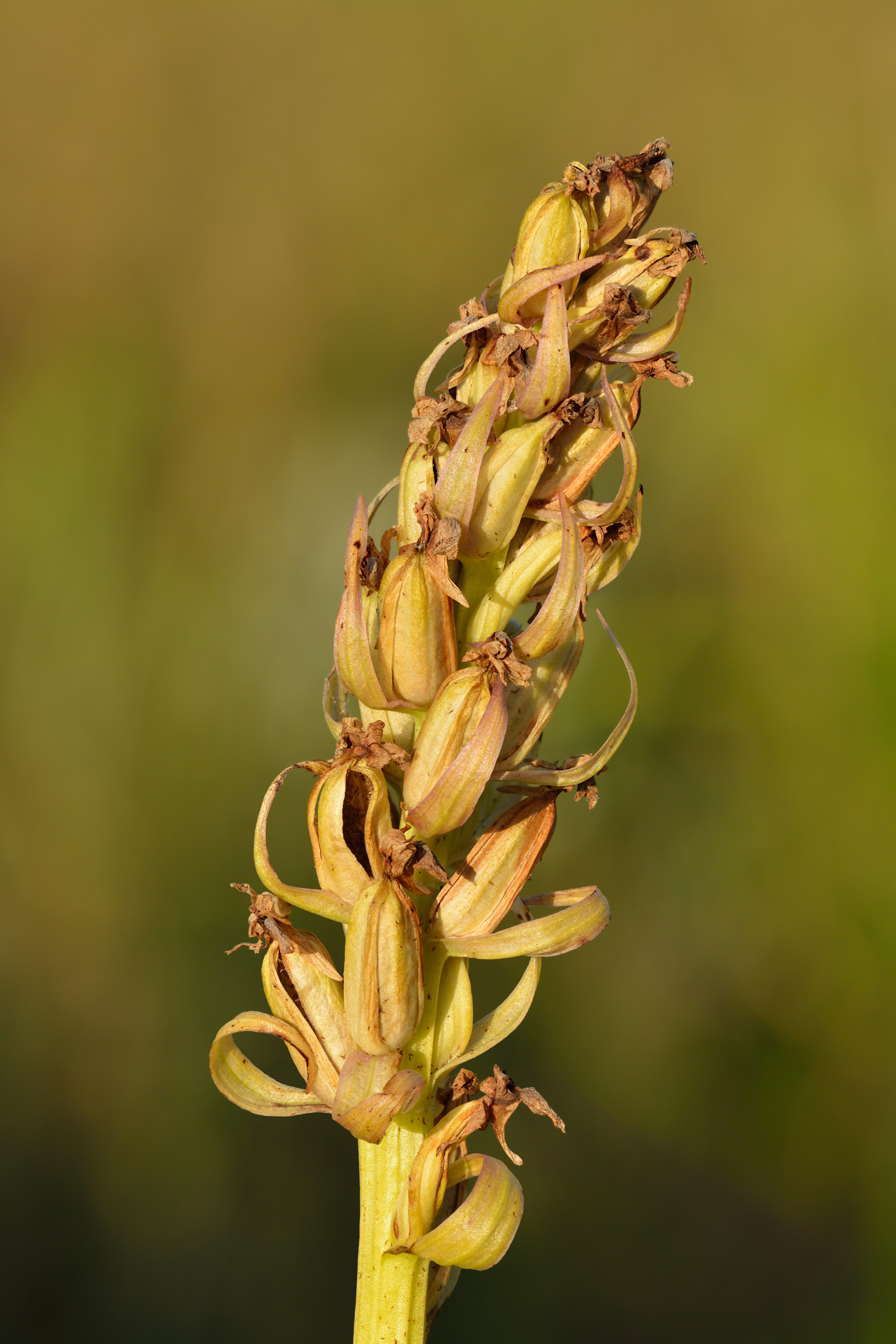
Infrutescence.

Cette espèce mesure de 20 à 60 cm de hauteur. Elle présente une tige raide et creuse, de longues feuilles dressées et lancéolées, vertes non maculées. L'inflorescence est en forme d'épi ; les fleurs sont rose avec dessins en boucle et les bords latéraux orientés vers l'arrière.

## Biologie

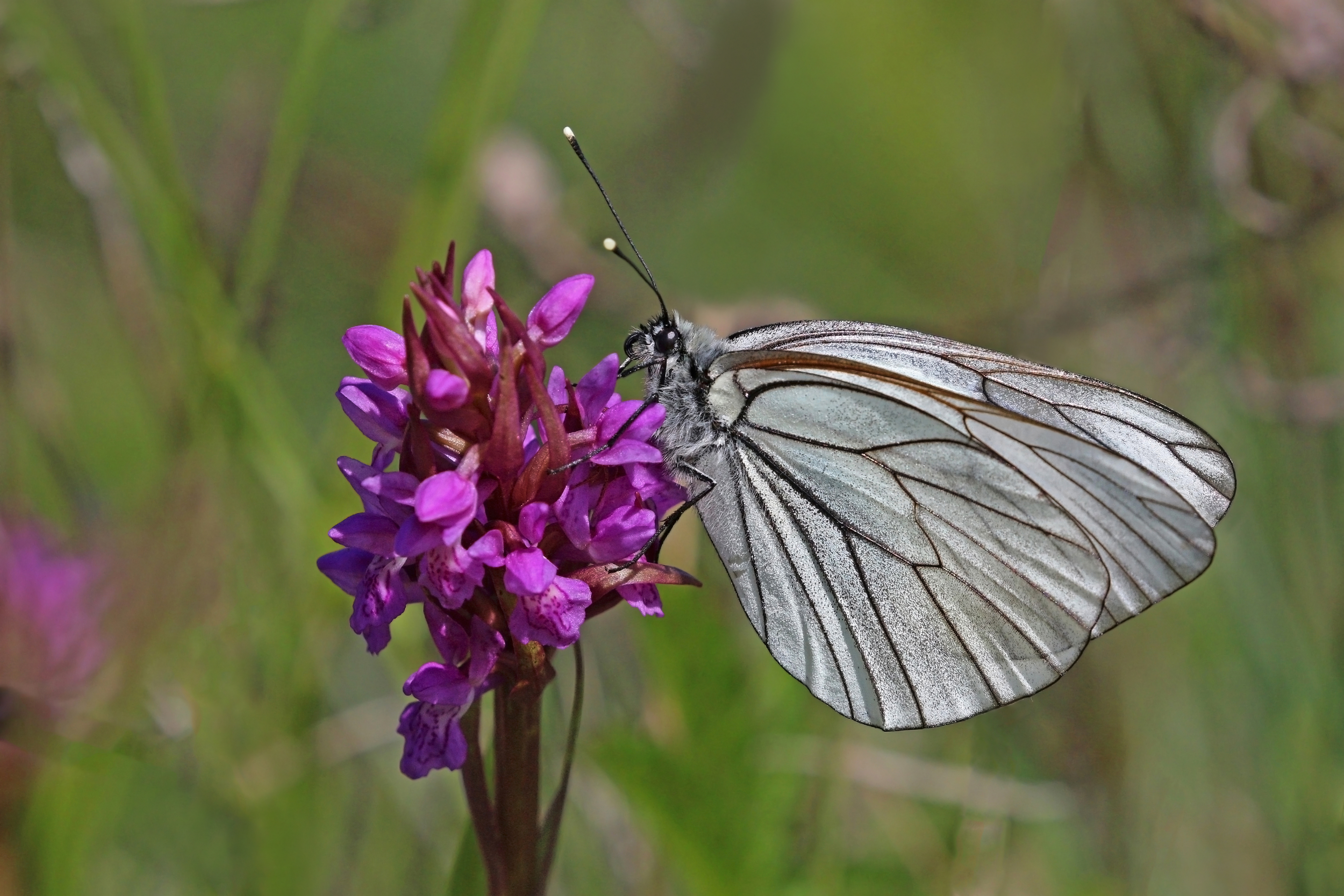
Gazé et Orchis incarnat à Tagamõisa, Estonie. Juin 2017.

La floraison a lieu de mai à juin.

La plante pousse jusqu'à 2 000 mètres d'altitude.

## Vulnérabilité
L'espèce est en très forte régression à la suite de la diminution des zones humides et des prairies non amendées. Elle est classée VU : Espèce vulnérable.